# Pentalfa

Oplossing

Pentalfa is een puzzel waarbij het doel is om negen stenen op de tien lijnstukken van een pentagram te plaatsen. De puzzel wordt gebruikt als een vertrouwenstruc in Mexico, waar hij bekend staat als estrella mágica. Bij het plaatsen van de stenen moeten de volgende regels in acht worden genomen:
1. De steen moet twee andere punten bezoeken voordat hij zijn eindpunt bereikt.
2. Deze drie punten moeten naast elkaar liggen.
3. De punten moeten in een rechte lijn liggen.
4. Hoewel het tweede (middelste) punt door een steen mag worden ingenomen, moeten het eerste (begin) en derde (eind) punt vrij zijn voordat een steen op het derde (eind) punt wordt geplaatst.

## Oplossing
De oplossing voor Pentalfa kan voor elk startpunt worden gevonden met behulp van het volgende algoritme:
1. Kies een knooppunt X.
2. Ga twee knooppunten verder in een rechte lijn naar knooppunt Y.
3. Plaats vanaf knooppunt Y een steen op knooppunt X.
4. Laat knooppunt Y het nieuwe knooppunt X zijn.
5. Herhaal stap 2-4 totdat de puzzel is opgelost.